# Estanzuela, Oaxaca
Estanzuela är en ort i Mexiko.   Den ligger i kommunen Soledad Etla och delstaten Oaxaca, i den sydöstra delen av landet, 300 km sydost om huvudstaden Mexico City. Estanzuela ligger 1 647 meter över havet och antalet invånare är 396.
Terrängen runt Estanzuela är kuperad åt nordväst, men åt sydost är den platt. Runt Estanzuela är det mycket tätbefolkat, med 2 431 invånare per kvadratkilometer. Närmaste större samhälle är Oaxaca de Juárez, 16,6 km sydost om Estanzuela. Omgivningarna runt Estanzuela är en mosaik av jordbruksmark och naturlig växtlighet.